# ブリュノ・デルボネル
ブリュノ・デルボネル（Bruno Delbonnel, 1957年 - ）はフランス・ナンシー出身の映画撮影監督。

## 人物
ジャン＝ピエール・ジュネの作品への参加で知られている。
1989年のジュネの作品『僕の好きなこと、嫌いなこと』では脚本を執筆している。また、同年にはドキュメンタリー作品の監督も務めた。

## 主な作品
- アメリ Le Fabuleux destin d'Amélie Poulain (2001)
- ブロンドと柩の謎 The Cat's Meow (2001)
- スナッチ・アウェイ Ni pour, ni contre (bien au contraire) (2002)
- ロング・エンゲージメント Un long dimanche de fiançailles (2004)
- パリ、ジュテーム Paris, je t'aime (2006) セグメント "Tuileries"
- アクロス・ザ・ユニバース Across The Universe(2007)
- ハリー・ポッターと謎のプリンス Harry Potter and the Half-Blood Prince (2009)
- ファウスト Faust (2011)
- ダーク・シャドウ Dark Shadows (2012)
- インサイド・ルーウィン・デイヴィス 名もなき男の歌 Inside Llewyn Davis (2013)
- ビッグ・アイズ Big Eyes (2014)
- ミス・ペレグリンと奇妙なこどもたち Miss Peregrine's Home for Peculiar Children (2016)
- ウィンストン・チャーチル/ヒトラーから世界を救った男 Darkest Hour (2017)
- バスターのバラード The Ballad of Buster Scruggs (2018)
- マクベス The Tragedy of Macbeth (2021)